# Поштар звони два пута
„Поштар звони два пута” је југословенски ТВ филм из 1960. године. Режирао га је Марио Фанели а сценарио је написао Милан Николић.

## Улоге
| Глумац            | Улога |
| ----------------- | ----- |
| Аманд Алигер      |       |
| Звонимир Ференчић |       |
| Ђурђа Ивезић      |       |
| Златко Мадунић    |       |